# Rats
 I Rats sono un gruppo musicale rock italiano fondato nel 1979 a Spilamberto (MO). Scioltosi nel 1997, il gruppo si è riformato nel 2008.

## Storia

### Gli inizi
(da Autogrill, 1992)
Il gruppo nacque nel 1979 a Spilamberto (Modena) con il nome di Sextons; l'anno dopo divennero Rats ("ratti" in inglese). Il gruppo inizia suonando punk rock con venature decisamente dark nel 1980 a Modena, ospite delle feste di una delle prime fanzine new wave italiane, Plexiglas, diretta da Sergio Capone che, entusiasta dell'esibizione, divenne il loro primo road manager.
I Rats entrarono così in contatto con l'allora nascente etichetta indipendente Italian Records ed iniziarono a suonare nei pochi locali rock allora presenti in Italia, su tutti ancora si ricorda nello stesso anno il Festival Rock di Roma sponsorizzato da Ciao 2001, dove entrarono in finale con una pletora di gruppi dagli stili più diversi, dall'heavy metal al rock melodico, ma anche dove, durante la loro performance finale vennero messi a rischio nel pogo dei punk convenuti, l'arredo della sala.
Le performance live e l'alto numero di brani, scritti in pochissimo tempo, portarono all'album di esordio C'est disco cofinanziato da Red Ronnie con la sua etichetta Nice Records e dall'Italian Records, prima registrazione master a 8 piste "garage sound", con la prima formazione composta da Claudia Lloyd (Claudia Baracchi) alla voce, Franz (Francesco Monti) al basso, Wilko (Ulderico Zanni) alla chitarra e Leo (Graziano Leonelli) alla batteria. L'LP venne poi mixato per l'uscita da Claudia Lloyd e Gianni Gitti. Il disco, in tiratura limitata e con una scarsa distribuzione in Italia, fu presto introvabile ma, primo caso italiano, raggiunse i mercati esteri di Gran Bretagna, Paesi Bassi, Belgio, Germania, Austria e Svizzera dove, sorprendentemente, venne esaurito in poche settimane probabilmente perché John Peel, il noto DJ della BBC, propose il disco all'attenzione del mercato. Questo rende ancora oggi C'est disco uno dei veri dischi rari del rock italiano.
Tra il 17 ed il 20 luglio 1981 si svolge a Bologna il festival ELECTRA1 - Festival per i fantasmi del futuro, al quale oltre ai Rats erano presenti i Bauhaus, i DNA, Brian Eno, Peter Gordon, i Chrome, The Lounge Lizards, i N.O.I.A., i Gaznevada, i Band Aid ed il gruppo teatrale Magazzini Criminali.
All'alba del 1982 iniziano le registrazioni del secondo LP, dal probabile titolo di Tenera è la notte ma l'album, già pronto per la stampa, non venne mai pubblicato a causa delle crescenti incomprensioni con Italian Records sempre più attratta dal genere italo disco. L'album conteneva brani come Notte di mostri e Tatoo.
Nel 1983 esce un doppio LP per Nice Label allegato alla fanzine Red Ronnie's Bazar e prodotto da Oderso Rubini e Red Ronnie Mission Is Terminated-Nice Tracks contenente versioni live dei Throbbing Gristle e brani inediti dei principali gruppi della scena new wave italiana, e tra questi i Rats con l'ancora inedito Tatoo ma anche con un brano di Claudia Lloyd: Femme Fatale. Fu l'inizio di un periodo di crisi per il gruppo, e di sole esibizioni live che portarono nel 1984 alla rottura e all'uscita definitiva della cantante Claudia Lloyd a cui si aggiunse, poco dopo, anche quella del manager sostituito da Umberto Zini "Umbi".

### 1985-1989
Nel 1985 la band, priva della cantante, pubblicò il suo EP L'ultimo guerriero (Hiara Records), che determinò un nuovo periodo della band, con tematiche new wave e sonorità e strutture più semplici e dal tipico impatto rock.
Nei due anni successivi la band intraprese una intensa attività concertistica in Italia ed in Europa, che li portò a suonare anche alla Biennale '87 di Barcellona, al festival milanese Rock Targato Italia ed a Sanremo Rock '88. Fu poi del 1987 il loro album omonimo sempre su Hiara Records, con sonorità che spinsero ancor più chiaramente la direzione verso il rock. Nel periodo che seguì l'album, la band cambia di organico inserendo Romano Ferretti, precedentemente negli A.C.T.H., e Lorenzo Lunati dei Tan Zero, ed ancora intraprende un intenso tour che vide tappe a Mosca, Leningrado, (insieme a Litfiba e CCCP) e Bruxelles; che porteranno poi al live album Vivo (Hiara Records, 1989).

### Anni novanta
La formazione resta in un primo tempo classica ed essenziale: basso, chitarra, batteria (sarà Wilko a sostituire Claudia alla voce), ma in seguito, cambiando anche le sonorità del gruppo cambiò anche la formazione fino a trovare la composizione definitiva e più nota nel 1989.
Il gruppo conobbe l'apice della popolarità negli anni novanta; dal 1990 al 1997 i Rats suonarono in Italia, Europa e Asia, assieme anche a Litfiba e CCCP Fedeli alla linea. L'album Indiani padani (1992) che raggiunse quasi le 50 000 copie vendute, vide la collaborazione di Luciano Ligabue nel brano Fuoritempo, scritto dallo stesso Ligabue con gli Orazero a metà anni ottanta.
Si sciolsero nel 1997. In seguito, Wilko Zanni collaborò come chitarrista con diversi gruppi, per iniziare poi una propria carriera come solista. Romano Ferretti ("Romi") si è ritirato dalle scene musicali e ha aperto uno studio come architetto; vive e lavora a Miami dove ha aperto una società di design, la Bassline Design Inc. Lorenzo Lunati ("Lor") è diventato scultore, continuando anche a suonare la batteria in alcune collaborazioni (ha suonato anche con Francesco Renga nel suo album d'esordio, nel 2000).
Tra i vari musicisti che hanno collaborato con il gruppo tra la fine degli anni ottanta e i primi anni novanta ci sono Daniele Bonacini, il quale dopo l'esperienza col gruppo ha intrapreso la carriera di cantautore, e Lele Leonardi, chitarrista che ha collaborato tra gli altri con Massimo Riva, Biagio Antonacci, Nek, e recentemente con Irene Grandi.

### Reunion e anni 2000
Nel 2007, ad insaputa l'uno dell'altro, Wilko e Romi aprono una pagina sul portale MySpace per mettere in rete materiale audio e video dei Rats.
Sull'onda dell'entusiasmo dei fans che navigano sulle loro pagine Myspace, Wilko, Romi e Lor si rimettono in contatto, ed il 24 ottobre 2007 si ritrovano al People di San Damaso per la prima prova insieme dopo 10 anni.

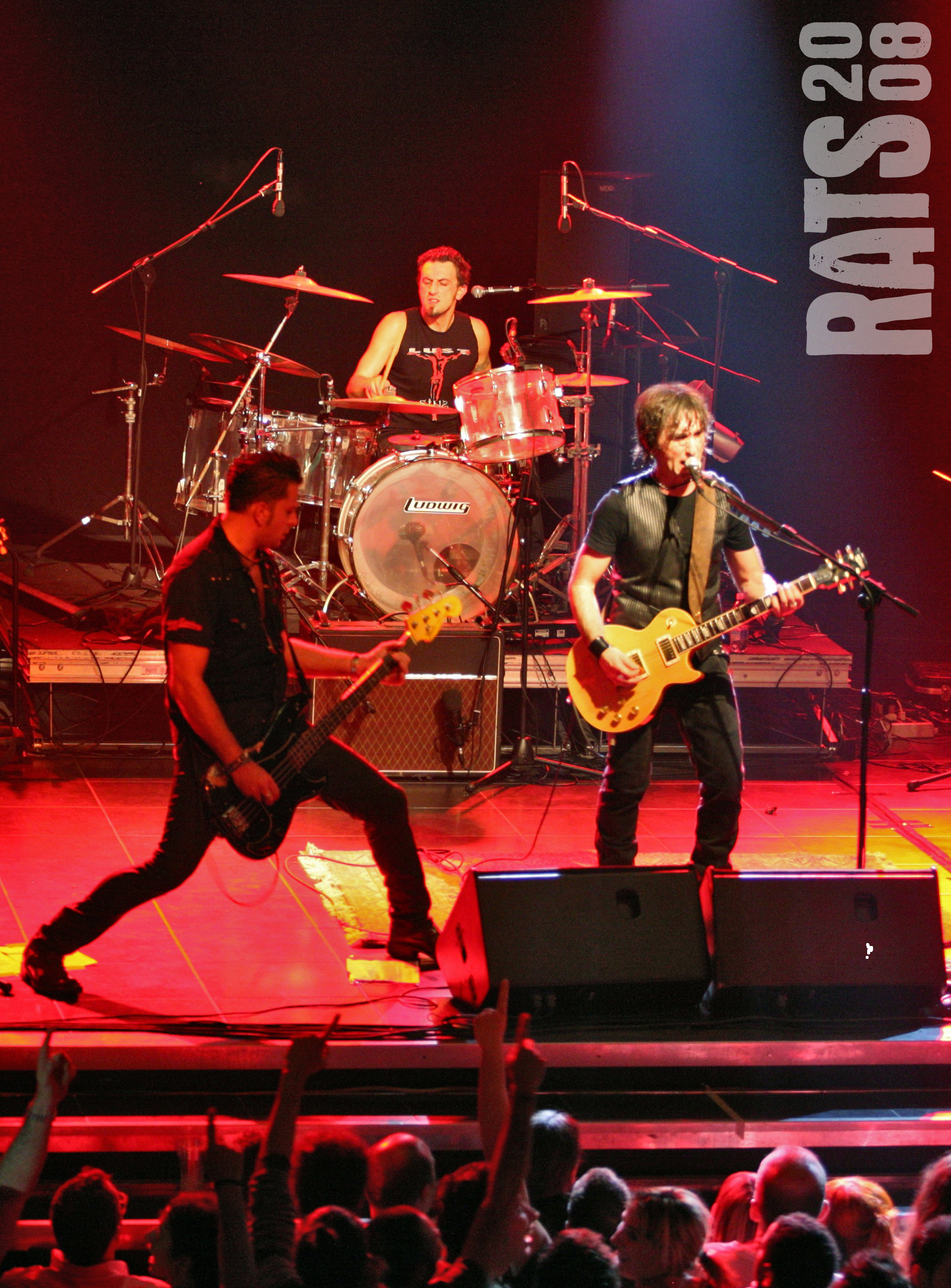
Rats Live at VOX durante la reunion del 2008

La riunione è sancita dalla serata tenutasi il 7 novembre del 2008 al Vox Club di Nonantola in provincia di Modena, con un concerto memorabile che ha visto la presenza di un migliaio di spettatori entusiasti.
Nel 2009 il progetto legato alla riunione continua: sebbene saltuariamente il gruppo si ritrova per portare avanti ulteriori iniziative live e non solo. Inizia la produzione del DVD ufficiale legato alla serata del 7 novembre 2008.
A poco meno di un anno dal concerto della riunione ufficiale, il 20 settembre 2009 i RATS si esibiranno ancora a Modena e il concerto sarà trasmesso in diretta dal loro sito ufficiale.
Il 2010 vede ancora continuare l'attività live del gruppo; voci vicino alla band confermano la volontà dei Rats di scrivere del nuovo materiale per il 2011.
Il 4 febbraio 2012 esce per la Bagana Records, giovane etichetta indipendente di Milano, l'EP contenente 4 Brani Inediti dal titolo Metafisico equivoco, entrando così a fare parte del roster della Bagana Rock Agency.
Tra gennaio e febbraio 2013 i Rats sono ufficialmente in Studio per le registrazioni del nuovo album Siete in attesa di essere collegati con l'inferno desiderato in uscita il 10 maggio 2013 sempre per la Bagana Records di Milano. Arriverà dopo 18 anni da La vertigine del mondo.
Le registrazioni principali di chitarre, batterie e voci sono state effettuate da Wilko e Lor sotto la produzione artistica di Jonathan Gasparini, con Stefano Riccò come fonico al Dudemusic Studio di Correggio, mentre i bassi sono stati suonati e registrati a Miami, Florida, da Romi, fonico il musicista Steve Dal Col.
Il 17 maggio 2013 al Vox di Nonantola I Rats, nella formazione Wilko, Romi, Lor e Jonathan, presentano il nuovo album Siete in attesa di essere collegati con l'inferno desiderato in un locale che registra il tutto esaurito. Il concerto e le relative interviste vengono riprese dalle telecamere di C-You Tv, per la trasmissione Sunday Rockin Sunday, condotta da Tiziana Gruosso. A seguito di questo concerto, i Rats promuoveranno il loro nuovo album attraverso una serie di eventi dal vivo in Italia.
Durante l'estate dello stesso anno vengono registrate le riprese per il videoclip del brano VIVO, scelto come singolo trainante dell'album. Il video che vede la regia del noto filmmaker Giangi Magnoni, viene pubblicato nell'ottobre dello stesso anno.
Vista l'impossibilità di poter essere presente a tutte le date promozionali legate al nuovo album, Romano "Romi" Ferretti, che risiede e lavora a Miami da diversi anni, decide di farsi sostituire all'occorrenza dal bassista amico Andrea "Briegel" Filipazzi, ex bassista dei Ritmo Tribale e attuale dei NoGuRu, riservandosi naturalmente il diritto di rientrare in line up, ogni qual volta gli impegni lavorativi d'oltreoceano lo consentiranno.

## Formazione

### Attuale
- Wilko Zanni - chitarra (1979-1997, 2008-presente), voce (1984-1997, 2008-presente)
- Romi Ferretti - basso, cori (1987-1997, 2008-presente)
- Lor Lunati - batteria, cori (1987-1997, 2008-presente)

### Ex componenti
- Claudia Lloyd - voce (1979-1984, 2023)
- Franz Monti - basso (1979-1987)
- Graziano Leo - batteria (1979-1987)

### Turnisti
- Jonathan Gasparini - chitarre, cori
- Lele Leonardi - chitarra
- Andrea Filipazzi - basso
- Alessandro Lunati - tastiere, pianoforte
- Lino Di Mezzo - tastiere, chitarra, armonica, cori

## Discografia

### Album di studio
- 1981 - C'est disco (Nice Label, LP)
- 1987 - Rats (Hiara Records, LP)
- 1992 - Indiani padani (CGD, LP/CD)
- 1994 - Belli e dannati (CGD, LP/MC)
- 1995 - La vertigine del mondo (EastWest, CD)
- 2013 - Siete in attesa di essere collegati con l'inferno desiderato (Bagana Records, CD)

### Album dal vivo
- 1989 - Vivo (Hiara Records, LP/MC)
- 2023 - Dove Sei Modena Sud? LIVE 11.11.22 ( Bagana Records, Doppio LP/ Digital streaming)

### EP
- 1986 - L'ultimo guerriero (Hiara Records, EP 12")
- 2012 - Metafisico equivoco

### Raccolte
- 1998 - Angeli di strada (EastWest, CD)

### Singoli
- 1992 - Fuoritempo (con Luciano Ligabue)
- 1992 - Bella bambina/Noi, sì vivremo
- 1993 - Chiara
- 1994 - Non c'hai ragione
- 1994 - Dammi la mano
- 1995 - Io non ci sto
- 2012 - Metafisico equivoco
- 2013 - Vivo